# Almendralejo
Almendralejo (spanskt uttal: [almendɾaˈlexo]) är en stad och kommun i provinsen Badajoz i den autonoma regionen Extremadura i västra Spanien. Staden ligger cirka 53,5 kilometer sydost om Badajoz. Den är belägen vid huvudvägen och järnvägslinjen mellan Mérida och Sevilla. Kommunen har 34 284 invånare (2024), på en yta av 164,25 km².